# Auranticarpa resinosa
Auranticarpa resinosa är en tvåhjärtbladig växtart som först beskrevs av Karel Domin, och fick sitt nu gällande namn av L. W. Cayzer, M. D. Crisp och I. R. H. Telford. Auranticarpa resinosa ingår i släktet Auranticarpa och familjen Pittosporaceae. Inga underarter finns listade.